# 伊格納齊·赫雷涅維茨基
伊格納齐·赫雷涅維茨基（俄语：Игнатий Гриневицкий，1856年—1881年3月13日）是波蘭裔俄羅斯革命者、恐怖分子。赫雷涅維茨基出生於明斯克省博布魯伊斯基地區克利切夫區，後來他成為民粹派人士，並加入俄羅斯革命恐怖組織民意黨。其最重要的事蹟是參與俄羅斯沙皇亞歷山大二世的炸彈暗殺計劃，並成為4名襲擊者之一。
1881年3月13日，赫雷涅維茨基在聖彼得堡向亞歷山大二世投擲手榴彈，炸彈爆炸導致亞歷山大二世和赫雷涅維茨基均受到致命傷。最終亞歷山大二世因為這次暗殺而逝世。赫雷涅維茨基則只比亞歷山大二世多活幾個小時，同樣在當天逝世。這次暗殺事件也被視為是歷史上最早基於政治目的的自殺攻擊之一。